# Lekkoatletyka na Światowych Wojskowych Igrzyskach Sportowych 2011 – sztafeta 4 × 100 m mężczyzn
Sztafeta 4 × 100 metrów mężczyzn – jedna z lekkoatletycznych konkurencji biegowych, drużynowych, rozegranych w dniach 22–23 lipca 2011 roku podczas 5. Światowych Wojskowych Igrzyskach Sportowych na stadionie Estádio Engenhão w Rio de Janeiro.

## Terminarz
| Data               | Godzina (UTC-03:00) | Wydarzenie |
| ------------------ | ------------------- | ---------- |
| 22 lipca 2011(dts) |                     | Półfinały  |
| 23 lipca 2011(dts) | 10:50               | Finał      |

## Rekordy
Tabela prezentuje rekord świata, a także rekord Igrzysk wojskowych (CSIM) przed rozpoczęciem mistrzostw.
|                                   | Zawodnik                                                                             | Wynik | Miejsce   | Data                     |
| --------------------------------- | ------------------------------------------------------------------------------------ | ----- | --------- | ------------------------ |
| Rekord świata                     | Jamajka · (Nesta Carter, Michael Frater, Usain Bolt, Asafa Powell)                   | 37,10 | Pekin     | 22 sierpnia 2008(dts)    |
| Rekord Igrzyska wojskowych (CSIM) | Włochy · (Alessandro Cavallaro, Simone Collio, Rosario La Mastra, Jacques Riparelli) | 39,28 | Hyderabad | 4 października 2007(dts) |

## Medaliści
| Złoto                                                                          | Srebro                                                                              | Brąz                                                                                |
| Brazylia · Vicente de Lima · Ailson Feitosa · Basílio de Moraes · Nílson Andrè | Polska · Grzegorz Zimniewicz · Kamil Masztak · Robert Kubaczyk · Marcin Marciniszyn | Sri Lanka · Shareef Safran · Ranil Jayawaradena · Gihan Chamara · Shehan Ambepitiya |

## Wyniki

### Półfinały
Awans do finału: dwa najlepsze zespoły z każdego biegu półfinałowego (Q), plus 2 z najlepszymi czasami (q).
| Wyniki biegów półfinałowych | Wyniki biegów półfinałowych | Wyniki biegów półfinałowych  | Wyniki biegów półfinałowych                                                                   | Wyniki biegów półfinałowych | Wyniki biegów półfinałowych |
| --------------------------- | --------------------------- | ---------------------------- | --------------------------------------------------------------------------------------------- | --------------------------- | --------------------------- |
| 1                           | 3                           | Brazylia                     | Vicente de Lima, Ailson Feitosa, Basílio de Moraes, Nílson Andrè                              | 39,58                       | Q,                          |
| 2                           | 1                           | Polska                       | Grzegorz Zimniewicz, Kamil Masztak, Robert Kubaczyk, Marcin Marciniszyn                       | 39,74                       | Q,                          |
| 3                           | 1                           | Wenezuela                    | Jermaine Chirinos, Diego Rivas, Alvaro Cassiani, Ronald Amaya                                 | 40,01                       | Q,                          |
| 4                           | 1                           | Arabia Saudyjska             | Yahya Habib, Ahmed Almuwallad, Yasir Alnashri, Mohamed Ibrahim                                | 40,03                       | q                           |
| 5                           | 3                           | Jamajka                      | Claon Hall, Miguel Barton, Oliver Christie, Marlon Robinson                                   | 40,22                       | Q                           |
| 6                           | 2                           | Sri Lanka                    | Shareef Safran, Ranil Jayawaradena, Gihan Chamara, Shehan Ambepitiya                          | 40,57                       | Q                           |
| 7                           | 3                           | Włochy                       | Stefano Tremigliozzi, Stefano Dacastello, Roberto Donati, Emanuele Di Gregorio                | 40,60                       | q                           |
| 8                           | 2                           | Indie                        | Hemant Kirulkar, Joseph Mattathil George, Rashid Shameermon, Nitin Kumar                      | 40,65                       | Q                           |
| 9                           | 2                           | Indonezja                    | Agustinos Agustinos, Patoniah Patoniah, Subakir Subakir, Farel Oktaviandi                     | 41,12                       | SB                          |
| 10                          | 2                           | Kamerun                      | Ndoumbe Elvis, Belinga François Xavier, Tcheuko Siewe Ismael Serge, Bisseck Pierre Paul       | 41,46                       |                             |
| 11                          | 3                           | Belgia                       | Joris Haeck, Denis Goossens, Anthony Ferro, Damien Broothaerts                                | 41,70                       |                             |
| 12                          | 1                           | Kolumbia                     | Martin Serpa Berrio, William Vera Camargo, Matia Piedrahita Balecilla, Omar Estrada Hernandez | 41,80                       |                             |
| 13                          | 2                           | Zjednoczone Emiraty Arabskie | Mohammed Alabri, Talal Mubarak, Jassim Albalooshi, Hussain Alblooshi                          | 42,29                       |                             |
| 14                          | 3                           | Surinam                      | Regilio Mase, Carlos Felixdaal, Angelo Mercuur, Deon Boldewijn                                | 42,37                       |                             |
| -                           | 3                           | Turcja                       | Serdar Elmas, Musa Altun, Hakan Karacaoglu, Emrah Altunkalem                                  | DNF                         |                             |
| -                           | 1                           | Dominikana                   |                                                                                               | DNS                         |                             |
| -                           | 1                           | Kuwejt                       |                                                                                               | DNS                         |                             |
| -                           | 2                           | Kenia                        |                                                                                               | DNS                         |                             |

### Finał
| Pozycja | Tor | Państwo          | Zawodnicy                                                                      | Czas  | Uwagi |
| ------- | --- | ---------------- | ------------------------------------------------------------------------------ | ----- | ----- |
| 01 !    | 4   | Brazylia         | Vicente de Lima, Ailson Feitosa, Basílio de Moraes, Nílson Andrè               | 39,53 |       |
| 02 !    | 5   | Polska           | Grzegorz Zimniewicz, Kamil Masztak, Robert Kubaczyk, Marcin Marciniszyn        | 39,63 |       |
| 03 !    | 3   | Sri Lanka        | Shareef Safran, Ranil Jayawaradena, Gihan Chamara, Shehan Ambepitiya           | 40,02 |       |
| 4       | 6   | Wenezuela        | Jermaine Chirinos, Diego Rivas, Alvaro Cassiani, Ronald Amaya                  | 40,08 |       |
| 5       | 8   | Indie            | Hemant Kirulkar, Joseph Mattathil George, Rashid Shameermon, Nitin Kumar       | 40,70 |       |
| 6       | 8   | Arabia Saudyjska | Yahya Habib, Ahmed Almuwallad, Yasir Alnashri, Mohamed Ibrahim                 | 39,81 |       |
| 7       | 2   | Włochy           | Stefano Tremigliozzi, Stefano Dacastello, Roberto Donati, Emanuele Di Gregorio | 40,71 |       |
| -       | 2   | Jamajka          | Claon Hall, Miguel Barton, Oliver Christie, Marlon Robinson                    | DNF   |       |

Źródło: Rio2011